# Куинс-Плаза (линия Куинс-бульвара, Ай-эн-ди)
|       |   |   |   |       |   |   |   |
| M · R | · | · | E | E · M | · | · | R |

|       |   |   |   |       |   |   |   |
| M · R | · | · | E | E · M | · | · | R |

«Куинс-Плаза» (англ. Queens Plaza) — станция Нью-Йоркского метрополитена, расположенная на линии Куинс-бульвара, Ай-эн-ди. Станция находится в Куинсе, в округе Лонг-Айленд-Сити, на пересечении Северного бульвара с Джексон-авеню. На станции останавливаются маршруты: E (круглосуточно), M (в будни днём и вечером) и R (круглосуточно, кроме ночи).
Как и большинство других экспресс-станций, эта представлена четырьмя путями и двумя островными платформами, обеспечивающими кросс-платформенную пересадку между локальными поездами и экспрессами одного направления. Станция оформлена в тёмно-фиолетовых цветах. Этот цвет настолько тёмный, что издалека кажется, будто он чёрный.
К югу от станции линия разветвляется на три, в том числе её локальные пути образуют две линии. Одно продолжение локальных поворачивает на запад, образуя линию Бродвея, следующую через тоннель 60-й улицы (маршрут R). Другое продолжение локальных идёт на юг, начиная линию Кросстаун (регулярного движения нет). Центральные экспресс-пути продолжают линию Куинс-бульвара на юго-запад (маршруты E и M). Последние два из названных продолжений ведут к станциям, связанным между собой пересадкой: Корт-сквер и Корт-сквер — 23-я улица.
Стрелочные переводы, соединяющие локальные и экспресс-пути, для поездов северного направления расположены севернее станции, а для поездов южного — южнее, поэтому поезда, работающие локальными к северу от станции и экспрессами к югу (маршруты E ночью и M в будни днём и вечером), останавливаются в северном направлении на экспресс-путях, а в южном на локальных.
Основной выход со станции расположен в центре платформ. Он представлен мезонином, где расположены турникеты, и многочисленными лестницами. Существует возможность бесплатного перехода между платформами. Этот выход был реконструирован в 1998 году, тогда же станция была снабжена лифтами. До этого мезонин был во всю длину платформ, в ходе реконструкции он был урезан.
К востоку от станции между экспресс-путями образуется пятый путь, не использующийся для движения поездов и предназначенный для их непредвиденного оборота. Этот путь заканчивается, сливаясь с экспресс-путём на Форест-Хилс. Затем к линии подсоединяется двухпутная линия 63-й улицы. На станции предусмотрено несколько перекрёстных съездов, некоторые используются для движения.
Несмотря на то что рядом с этой станцией находится эстакадная станция Куинсборо-Плаза, бесплатного перехода между станциями нет.

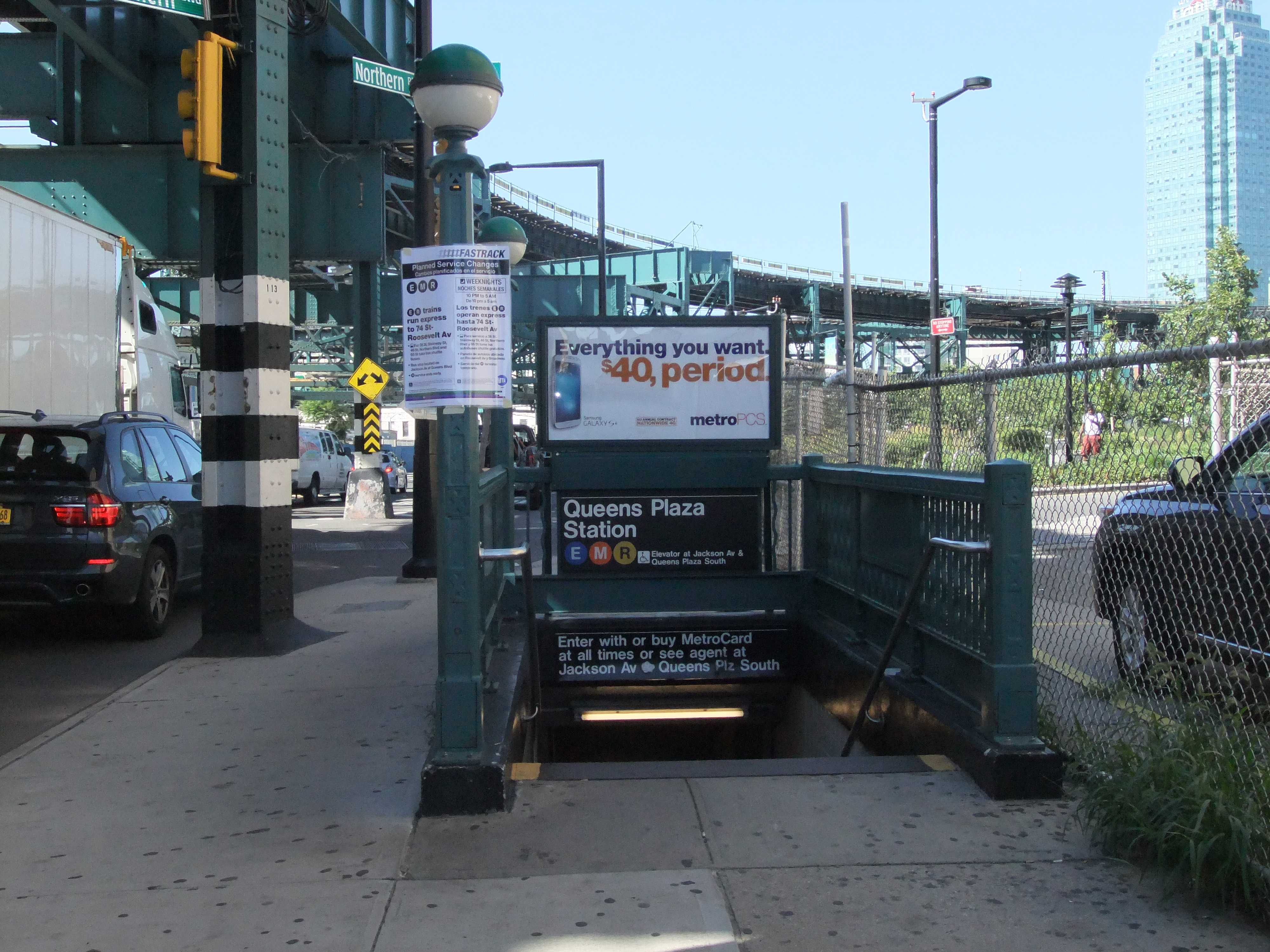
Выход со станции на 41-ю авеню. Это ближайший выход к расположенной рядом станции Куинсборо-Плаза
Стеклянная мозаика на станции, установленная в 2005 году Элен Харлей
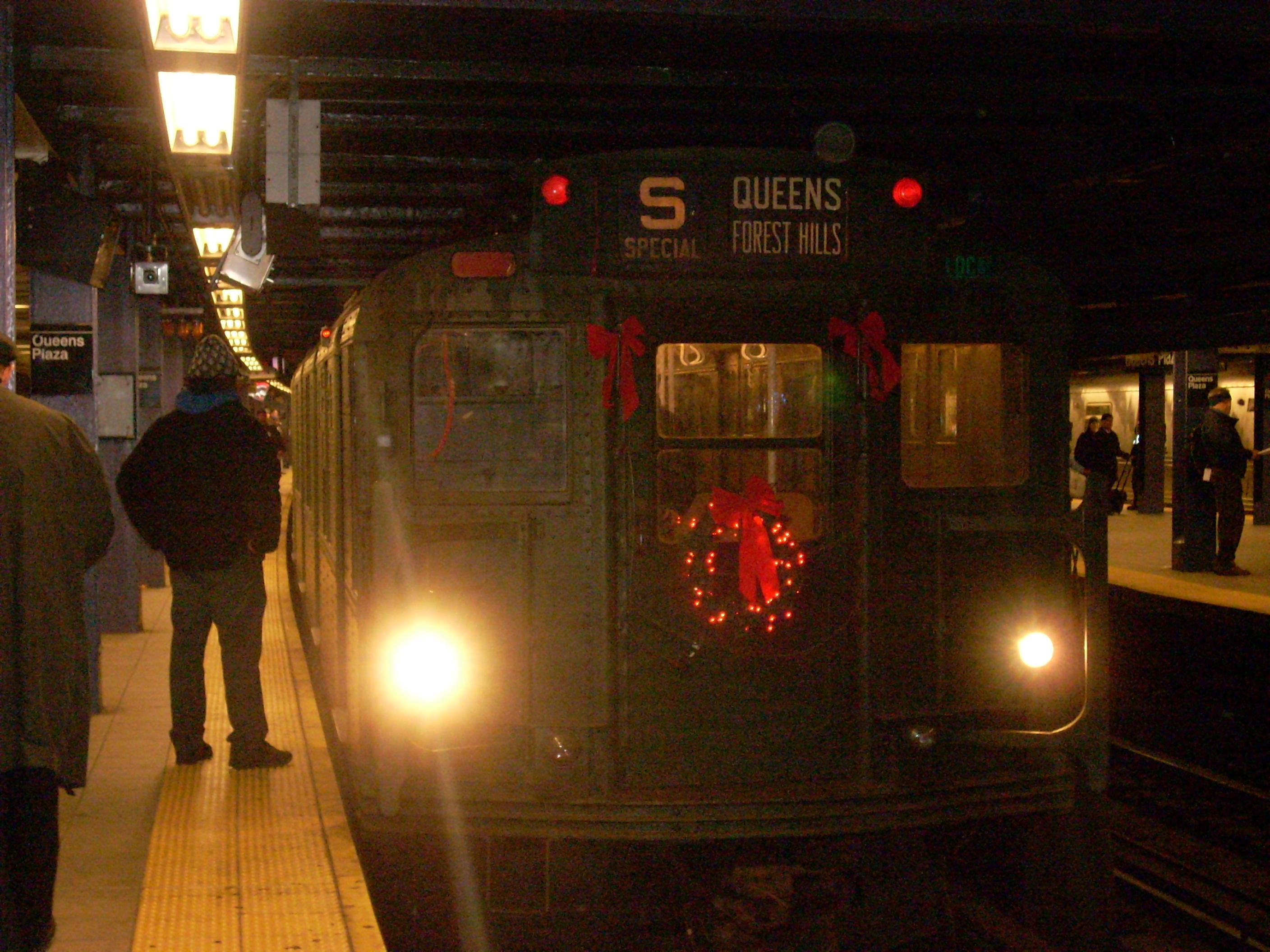
Вагоны R9, работавшие в Рождество 2007 года